# Rockbank
Rockbank är en förort till Melbourne i Australien. Den ligger i kommunen Melton och delstaten Victoria, omkring 27 kilometer väster om centrala Melbourne. Antalet invånare är 1 349.
Runt Rockbank är det mycket tätbefolkat, med 1 177 invånare per kvadratkilometer.. Närmaste större samhälle är Hoppers Crossing, omkring 17 kilometer söder om Rockbank. 
Omgivningarna runt Rockbank är i huvudsak ett öppet busklandskap. Genomsnittlig årsnederbörd är 971 millimeter. Den regnigaste månaden är juni, med i genomsnitt 115 mm nederbörd, och den torraste är januari, med 34 mm nederbörd.